# ニュージーランドの亜南極諸島
ニュージーランドの亜南極諸島（ニュージーランドのあなんきょくしょとう）はニュージーランドにあるユネスコの世界遺産（自然遺産）。

## 概要
この世界遺産は南極に近いニュージーランド領の島嶼部からなる。この地域に置いては生物の種類が豊富で非常に密であると言われる。特に野鳥類は世界で最も希少なカモ科の陸鳥、最も希少なウ科の海鳥やペンギン科、アホウドリ科などの海鳥40種をふくむ126種が観測されており、うち5種はここでしか繁殖しない。一帯の島々はアンティポデスアホウドリ、シロアホウドリ、キャンベルアホウドリ、サルビンアホウドリ、オークランドハジロアホウドリ、オークランドウ、ノドオビムナジロウ、バウンティヒメウ、ハシブトペンギン、シュレーターペンギンなど海鳥のほぼ唯一の繁殖地で、スネアーズ諸島では200万羽のハイイロミズナギドリが営巣する。陸鳥はムカシジシギ、スネアーズムジシギ、ムジアオハシインコ、ライシェックアオハシインコ、クリイロコガモ、キャンベルコガモ、オークランドクイナなどの15種の固有種が生息している。また、世界で生息する95%のニュージーランドアシカはこれらの島々で繁殖し、周辺の海域はミナミセミクジラの重要な繁殖地である。一帯の海域はクロミンククジラ、イワシクジラ、ナガスクジラ、シロナガスクジラ、ザトウクジラなどのクジラの移動経路上にあり、かつてアンティポディーズ諸島にはアザラシも生息していた。
この地域は、南緯40度付近にあり、別名吠える40度という名も付いている。南極からの寒流と太平洋からの暖流がぶつかりあい、天候の安定しない場所であるからである。度々、暴風雨に襲われる厳しい自然環境下にある。
特にスネアーズ諸島およびオークランド諸島に属するアダムズ島とディサポイントメント島は人間やネズミ、ネコなどの外来種による影響をほとんど受けていない貴重な植生を有する。生態系を維持するため、この地域の立ち入りは厳しく制限されている。多くの島ではウシ、ヒツジ、ヤギ、ウサギ、ネズミなどの外来種が既に除去されたが、オークランド島にはブタ、ネコ、ネズミが、アンティポディーズ島にはネズミがまだ生息している。

## 登録された島の一覧
- アンティポディーズ諸島
- オークランド諸島（モトゥ・マハ）
- キャンベル島（モトゥ・イフプク）
- スネアーズ諸島（ティニ・ヘケ）
- バウンティ諸島

## 登録基準
この世界遺産は世界遺産登録基準のうち、以下の条件を満たし、登録された（以下の基準は世界遺産センター公表の登録基準からの翻訳、引用である）。
- (9) 陸上、淡水、沿岸および海洋生態系と動植物群集の進化と発達において進行しつつある重要な生態学的、生物学的プロセスを示す顕著な見本であるもの。
- (10) 生物多様性の本来的保全にとって、もっとも重要かつ意義深い自然生息地を含んでいるもの。これには科学上または保全上の観点から、すぐれて普遍的価値を持つ絶滅の恐れのある種の生息地などが含まれる。